# Anton Söller
Anton Söller (* 6. Januar 1807 in Köln; † 9. Dezember 1875 in Mülheim, Kreis Mülheim am Rhein) war ein deutscher Landschafts- und Porträtmaler der Düsseldorfer Schule, Restaurator und Kunsthändler sowie Zeichenlehrer in Mülheim am Rhein.

## Leben
Söller war Schüler der Kunstakademien von Düsseldorf und München und betätigte sich vorzugsweise als Landschafts- und Bildnismaler. Er wurde Zeichenlehrer an der Bürgerschule in Mülheim am Rhein, wo er 1830 auch eine „Sonntags-Zeichenschule für Handwerksgesellen und Lehrlinge“ gründete, die aufgrund guten Besuchs 1841 zur „Handwerker-Fortbildungsschule“ erweitert wurde. Söller restaurierte Gemälde und handelte mit ihnen, ferner mit Kupferstichen und Antiquitäten. 1864 gab er seine Lehrtätigkeit auf. Er verstarb 1875 in Mülheim am Rhein im Alter von 68 Jahren.